# Der Märchenonkel
Der Märchenonkel (Originaltitel: The Storyteller) ist eine Kurzgeschichte des britischen Schriftstellers Saki.

## Handlung
Während einer Zugfahrt versucht eine Frau vergeblich, ihre beiden Nichten und ihren Neffen zur Ordnung zu rufen und in irgendeiner Form zu beschäftigen. Ihre Hinweise auf die weidenden Tiere neben der Bahnstrecke werden aber mit Rückfragen quittiert, auf die sie nicht genau antworten kann. Auch eine von ihr erzählte Geschichte ruft nur Langeweile und Widerwillen hervor. Ein im selben Abteil sitzender Fremder erlaubt sich ebenfalls einen kritischen Kommentar. Die Tante verlangt daraufhin von ihm eine Geschichte. Der Mann erzählt den Kindern nun von einem Mädchen namens Bertha, das in jeder Hinsicht vorbildlich ist. Dafür erhält sie sogar drei goldene Medaillen und darf regelmäßig im Garten des Königs spazieren gehen. Eines Tages bricht dort aber ein Wolf ein. Das Mädchen versteckt sich in einer Hecke, da sie aber zittert und ihre Medaillen dadurch klimpern, bemerkt das Raubtier Bertha und verschlingt sie. Ihr tugendhaftes Verhalten wird ihr damit zum Verhängnis. Die Kleinen loben die Geschichte sehr, die Tante wirft dem Erzähler aber vor, deren Erziehung untergraben zu haben. Der Fremde rechtfertigt sich damit, dass er die Kinder zumindest für zehn Minuten beruhigen konnte, was der Frau nicht gelang.

## Adaption
Der britische Fernsehfilm Who Killed Mrs De Ropp? (2007) stellt eine Adaption von Der Märchenonkel sowie von Sakis Geschichten Die Rumpelkammer und Sredni Vashtar dar.

## Verwendete Ausgabe
- Saki. Meistererzählungen. Diogenes Verlag, Zürich 1973, ISBN 3-257-22594-6, S. 66 ff.